# 머리 북친

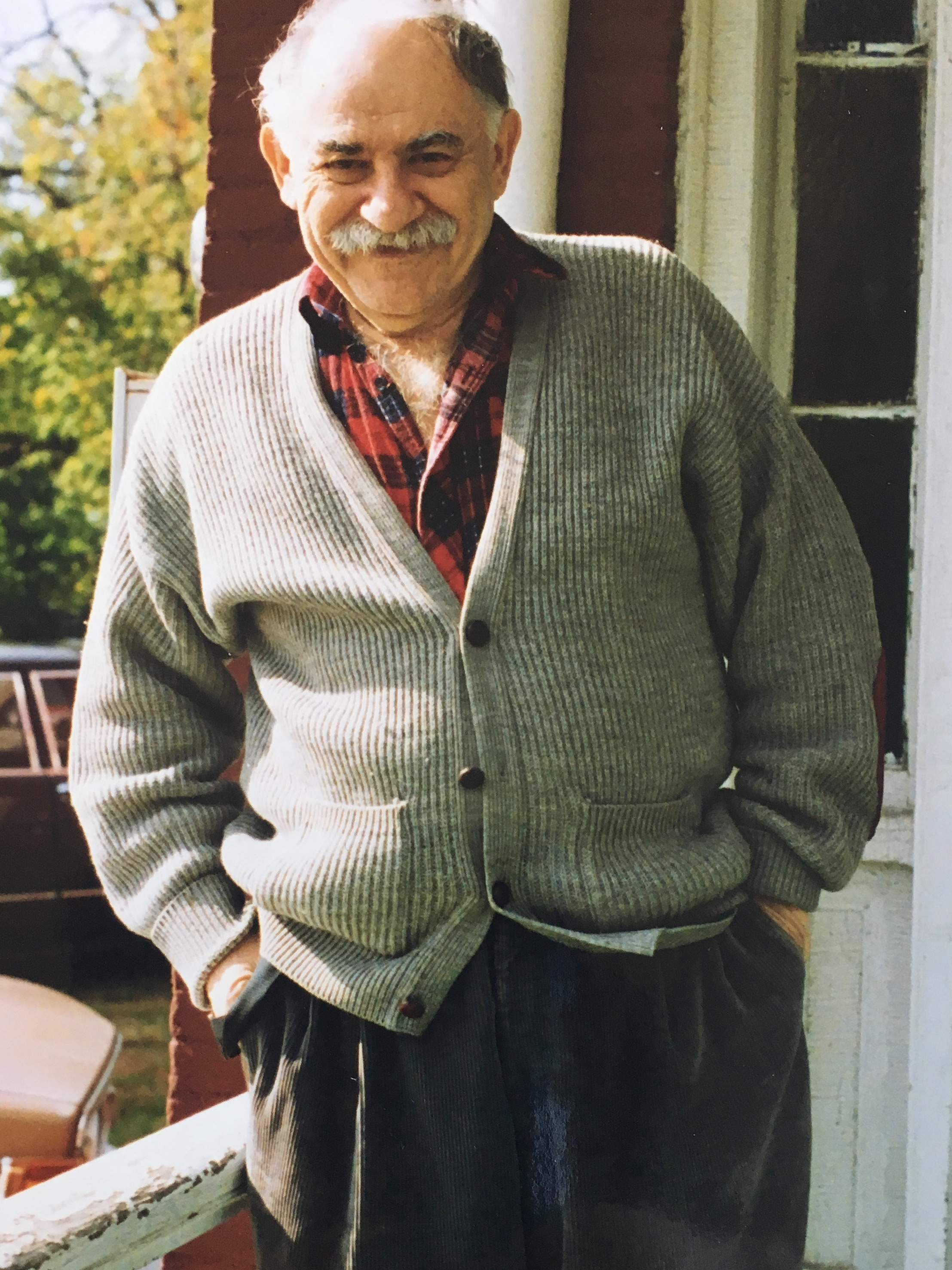
머리 북친

머리 북친(Murray Bookchin, 1921년 1월 14일 ~ 2006년 7월 30일)은 미국의 사상가이다. 그는 사회주의의 영향을 받은 환경운동을 주도하였으며, 아나키즘 및 자유지상주의적 사회주의, 사회생태주의 입장을 견지한 사회 이론가로서 활동하였다. 그는 생애 후반에 아나키즘과 마르크스주의를 접목시켜 커뮤널리즘(communalism)이라는 독창적 이념을 만들었다.
그는 생태적, 민주적 원리에 입각한 사회적 분권화를 주장하였으며, 이를 통해 인간과 자연의 정상적인 관계가 가능하다고 말하였다. 그의 사상은 신좌파, 반핵 운동, 반세계화 운동 등의 정치 운동과 로자바, 쿠르디스탄 노동자당 등 여러 조직에도 영향을 끼쳤다.

## 같이 보기
- 압둘라 외잘란